# Praia do Pântano do Sul

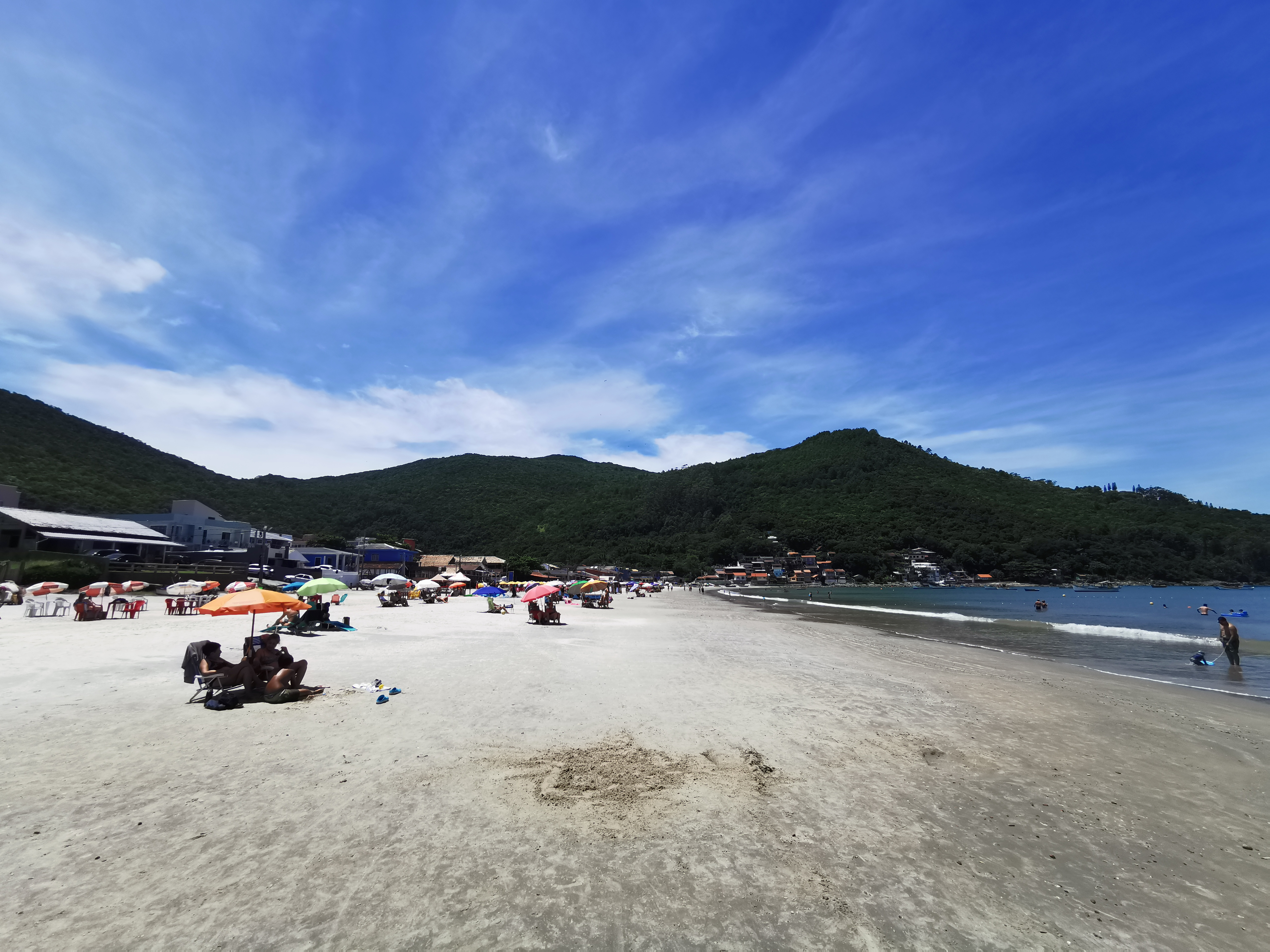
Praia do Pântano do Sul

Praia do Pântano do Sul est une plage de la municipalité de Florianópolis, au Brésil. Elle se trouve au niveau de la localité homonyme, Pântano do Sul.
Elle se situe au sud-est de l'île de Santa Catarina. Elle est constituée de sable fin et présente encore l'aspect typique des colonies traditionnelles de pêcheurs de Florianópolis. On y trouve de nombreux restaurants de fruits de mer.